# Nasrdin Dchar
Nasrdin Dchar (Steenbergen, 5 november 1978) is een Marokkaans-Nederlands acteur.

## Carrière
Hij volgde de HAVO aan het Mollerlyceum in Bergen op Zoom (1991-1996) en ging bedrijfseconomie studeren aan de HES in Rotterdam (1997-2004). Hij werd afgewezen bij de toneelschool van de HKU, maar ontwikkelde zich via het amateurtoneel.
Dchar is bekend van onder meer de televisieseries Shouf Shouf!, Deadline (VARA), De Troon en de Human-improvisatieprogramma's De vloer op en De vloer op jr. In 2010 was hij in de bioscoop te zien in de boekverfilming Tirza. Naast zijn televisie- en filmwerk staat Dchar het gehele seizoen op het toneel. Hij heeft producties gedaan bij onder andere Theatergroep Made in da Shade (tegenwoordig productiehuis MC), Het Waterhuis, Het Toneel Speelt, en hij is een vaste gastacteur bij het Ro Theater. In seizoen 2010/2011 speelde Dchar in theater Bellevue de succesvoorstelling Oumi, die scenariste Maria Goos speciaal voor hem had geschreven. Voor het Theaterfestival van 2011 werd Oumi uitgekozen als "director's choice". Verder is Dchar in seizoen 2011/2012 te zien in de producties Branden en Kust van het Ro Theater.
In 2011 is Dchar te zien in de bioscoopfilms Rabat en Lotus. In het voorjaar van 2011 werkte hij aan de oorlogsfilm Süskind, die op 19 januari 2012 in première ging. In december 2012 ging de film De groeten van Mike! in première, waar Dchar een rol in had.
In 2012 werd Dchar genomineerd voor zijn rol in Rabat, ditmaal voor de Rembrandt Award voor Beste Nederlandse Acteur. Hij maakte met dezelfde makers en spelers de nieuwe film Wolf (september 2013 in de bioscoop). In 2012/2013 is Dchar verder ook te zien in de bioscoopfilm Valentino en in het theater in het stuk Kust en Oedipus onder regie van Alize Zandwijk bij het Ro Theater.
In 2013 was Dchar te zien in de serie 't Schaep in Mokum als Hassan. In de serie De 12 van Oldenheim speelt hij een van de hoofdrollen, rechercheur.
Nasrdin Dchar is de winnaar van het Gouden Kalf voor beste acteur in 2011. Hij is de eerste Nederlands-Marokkaanse acteur die een Gouden Kalf won. In een emotionele uitreikingsspeech refereerde hij hieraan: "Ik ben Nederlander, ik ben trots op mijn Marokkaanse bloed, ik ben een moslim, en ik heb een 'fokking' Gouden Kalf in mijn hand."
Op 19 januari 2013 was Dchar te zien in het televisieprogramma Verborgen verleden, waarin hij op zoek gaat naar zijn voorouders. Volgens een historisch geschrift was een van zijn voorouders charfa. Volgens de overlevering houdt dat in dat Dchar via Hassan ibn Ali een afstammeling is van de profeet Mohammed. De eretitel was een geschenk van de koning van Marokko.
In 2020 voerde hij Adem op, vanwege de coronapandemie alleen op televisie en via livestream. De titel verwijst gedeeltelijk naar de ziekte maar ook naar de dood van George Floyd ("I can’t breathe"). 
In 2021 en 2022 stond hij op de planken met Familiekroniek; een voorstelling van vijf uur, waarin hij diverse rollen speelt, bijvoorbeeld van zijn vrienden, moeder, vader, zusje etc. Het is een samensmelting van de vorige shows Oumi (geschreven door Maria Goos, over zijn moeder), DAD (over zijn vader) en JA (over jeugdvriendin Amy).
Hij was een van de winnaars van het tweede seizoen van het programma Hunted VIPS en in april 2022 nam hij deel aan het programma De Avondshow met Arjen Lubach.
Nasrdin Dchar is sinds 2017 lid van de Akademie van Kunsten.
Dchar was de schildpad in The Masked Singer in 2024. Datzelfde jaar maakte hij zijn regiedebuut met de Videoland-film Mocro Maffia: Taxi.

## Persoonlijk
Dchar werd in 2014 vader van een dochter en in 2016 vader van een zoon.

## Prijzen
- 2007: Beste Acteur 48hourfilmproject – Jammer Man
- 2010: Nominatie Beste Acteur 48hourfilmproject – Over Vallen
- 2010: Meest Veelbelovende Theatermaker tijdens De Nacht van de Vergeten Toneelprijzen – solovoorstelling Rembrandt Award De titel is focking lastig
- 2011: Gouden Kalf – Beste Acteur in Rabat
- 2012: Nominatie Rembrandt Award – Beste Acteur in Rabat
- 2012: Publieksprijs Rabat – Trondheim Film Festival in Noorwegen
- 2012: Beste Acteur Rabat – Euro-Arabisch Film Festival Amal in Spanje
- 2013: Beste Acteur 48hourfilmproject – Sorry – Wereldfinale

## Werkervaring

### Radio
- 2006: Terrorist en de tovenaar IKON-radiohoorspel – Leo Knikman & Pieter Hilhorst

### Theater
- 2002: Seven Sins II Rotterdams LEF – Jolanda Spoel, Elike Koster
- 2003: Overbelast Rotterdams LEF – Vanessa Beks
- 2003–2004: What’s going on Rotterdams LEF – Freddie Hendricks
- 2004: W3 Het Waterhuis – Roel Twijnstra
- 2004: Flikkers Cosmic HN8 – Peter Eversteijn
- 2004–2005: Stem van Tamar Het Waterhuis – Roel Twijnstra
- 2005: Cel Likeminds – Marcus Azzini
- 2005: Heaven Cosmic HN9 – Peter Eversteijn
- 2005–2006: Kings Made in da Shade – Marjorie Boston
- 2006: Milarepa Het Waterhuis – Roel Twijnstra
- 2006: Democracy – John Malpeda
- 2006: Sleepwalking Democracy Made in da Shade – Marjorie Boston & Maarten van Hinte
- 2006: Boom uit de tropen ALBA Theaterhuis – Marcel Roijaards
- 2006: Kings (reprise) Made in da Shade – Marjorie Boston
- 2006–2007: De Geschiedenis van de familie Avenier 1 & 2 Het Toneel Speelt – Jaap Spijkers
- 2007–2008: De Geschiedenis van de familie Avenier 3 & 4 Het Toneel Speelt – Jaap Spijkers
- 2008: De Geschiedenis van de familie Avenier 1 t/m 4 Het Toneel Speelt – Jaap Spijkers
- 2009: Ghetto Het Toneel Speelt – Jaap Spijkers
- 2009–2010: Branden Ro Theater – Alize Zandwijk
- 2010–2012: De titel is focking lastig (solo) Likeminds – Nasrdin Dchar
- 2010: Het begint vandaag Ro Theater – Jef van Gestel
- 2010: Koning Lear Ro Theater – Alize Zandwijk
- 2010: 3X Pinter The Glasshouse – Kees Roorda
- 2010–2011: Dieven Ro Theater – Alize Zandwijk
- 2011: Oumi Bellevue Producties – Jaap Spijkers
- 2011: Branden Ro Theater – Alize Zandwijk
- 2011–2012: Kust Ro Theater – Alize Zandwijk
- 2012: Wit Konijn, Rood Konijn – Nassim Soleimanpour
- 2012: Oumi (solo) – Jaap Spijkers
- 2013: Kust Ro Theater – Alize Zandwijk
- 2013: Oedipus Ro Theater – Alize Zandwijk
- 2014: Gejaagd Door de Wind Matzer – Madeleine Matzer
- 2016: Dad (solo) – Floris van Delft
- 2019: JA (solo) – Floris van Delft
- 2021: Familiekroniek (solo) – Floris van Delft

### Schrijven
- 2003: Van vijf tot zes – Hollandse Nieuwe Festival
- 2004: Stadsportretten – Paul Röttger
- 2004: Voor Altijd – Dave Schwab
- 2005: Binnenwegmonologen – Paul Röttger
- 2005: Cel – Likeminds
- 2006: Boijmansmonologen – Paul Röttger
- 2006: Verhalen uit de Klas – Paul Röttger
- 2006: Bewerking van De Breakfastclub – Likeminds
- 2010: De titel is focking lastig (solo) – Likeminds

### Overig
- 2005: Regisseren/begeleiden Strijders – Rotterdams LEF
- 2005: Presentator 6pack – MTV (1 seizoen)
- 2007–2008: Presentator Op de Bon – AVRO (3 seizoenen)
- 2009: Regieassistentie One Night Stand Johnny Bingo – Hesdy Lonwijk
- 2012: Malmberg Educatie Project Diverse rollen – Hans Erik Kraan
- 2013: Voice-over de Volkskrant Online voor heropening Rijksmuseum (3 filmpjes)

## Politiek
Dchar is initiatiefnemer van de stichting IEDER1, die de positieve kanten van de diversiteit in Nederland wil benadrukken en de polarisatie bestrijden.